# 坎皮略斯-帕拉维恩托斯
坎皮略斯-帕拉维恩托斯，是西班牙卡斯蒂利亚-拉曼恰昆卡省的一个市镇。总面积54平方公里，总人口136人（2001年），人口密度3人/平方公里。